# Antiblemma rhoda
Antiblemma rhoda är en fjärilsart som beskrevs av Druce 1898. Antiblemma rhoda ingår i släktet Antiblemma och familjen nattflyn. Inga underarter finns listade i Catalogue of Life.